# Hiwiter
Die Hiwiter (auch Chiwwiter; hebräisch חִוִּי oder חיווי[ם] chiwwiֵ[m]) sind im Alten Testament (Gen 10,17 ) genannte Nachfahren eines Sohnes von Kanaan (Gen 10,6 ), Enkel von Ham (Gen 10,1 ) und Urenkel von Noah. Der Sippe Kanaans entstammen auch die Völker der Sidonier, Hethiter, Jebusiter, Amoriter, Girgaschiter, Arkiter, Siniter, Arwaditer, Zemariter und Hamatiter (Gen 10,15–18 ). Das kann bedeuten, dass sie direkte Brüder des Stammvaters der Hiwiter waren, muss es aber nicht, da die Bibel oft Verwandtschaftsgrade überspringt, um größere Zusammenhänge zu zeigen. Zusätzlich werden die Details der genauen Verwandtschaftsfolge häufig nicht erwähnt.
Zu den Hiwitern gehörten die Bewohner der Stadt Sichem (Gen 34,2 ). Nachdem Sichem eine Tochter Jakobs mit Namen Dina vergewaltigt hatte und dann zur Frau nehmen wollte, wurde die Stadt Sichem, in der Sichem wohnte, durch Simeon und Levi, zwei Brüder von Dina, überfallen und alle männlichen Bewohner in der Stadt getötet (Gen 34,1–3 ).
In Jos 9,17  werden Gibeon, Kefira, Beerot und Kirjat-Jearim als weitere Städte der Hiwiter genannt.
Nachdem das Volk Israel aus der Wüste gekommen war, nahm es, auf Gottes Geheiß, das Land, in das es gekommen war, in Besitz und vertrieb bzw. tötete die ansässige Bevölkerung. Und obwohl Gott dieses Schicksal ausdrücklich auch den Hiwitern zugedacht hatte (Deuteronomium 20,17 ), gelang es dem Volk der Hiwiter durch eine List (Jos 9 ), einen Bund mit den Israeliten zu schließen, worauf sie von der Vollstreckung des Banns an ihnen verschont wurden. Hinfort wurden sie als Diener zum Holzhauen und Wasserschöpfen eingesetzt. (Jos 9,23 )